# Rachowa
Rachowa – wieś w Polsce położona w województwie wielkopolskim, w powiecie tureckim, w gminie Malanów.

## Historia
Rachowa to miejscowość związana z dobrami malanowskimi. Pierwsze wzmianki o wsi Rachowa odnaleźć można dopiero w XIX - wiecznych źródłach pod hasłem Rachów z dopiskiem "albo Rachowa", co mogłoby świadczyć, że właściwa nazwa to ta pierwsza, a ludność miejscowa używa tej drugiej. Na początku XIX wieku we wsi istniał folwark, wchodzący w skład dóbr malanowskich. Miał on powierzchnię 576 mórg (czyli około 323 ha). W większości były to lasy - 205ha, ziemia orna i sady zajmowały 84,5ha, łąki niecałe 3,00ha, natomiast aż 23 hektary stanowiły nieużytki i tereny zabudowane. Obok wielkich posiadłości folwarcznych niewielki procent ziemi należał do chłopów. We wsi Rachowa na 8 gospodarstw chłopskich przypadało zaledwie 25 mórg.
W latach 1975–1998 miejscowość administracyjnie należała do województwa konińskiego.